# Крейг Гарднер
Крейг Гарднер (англ. Craig Gardner; нар. 25 листопада 1986, Солігалл) — англійський футболіст, півзахисник клубу «Вест-Бромвіч Альбіон». Універсальний півзахисник, може грати на різних позиціях, хоча центр півзахисту є його основною позицією.
Виступав, зокрема, за «Бірмінгем Сіті», у складі якого став володарем Кубка англійської ліги, а також молодіжну збірну Англії

## Клубна кар'єра
У дорослому футболі дебютував 2005 року виступами за «Астон Віллу», в якій провів п'ять сезонів, взявши участь у 59 матчах чемпіонату. Через проблеми із захистом в «Астон Віллі», Крейг був переведений на позицію правого захисника. У серпні 2007 року підписав з «Астон Віллою» новий чотирирічний контракт до червня 2011 року.
26 січня 2010 року підписав контракт на 4,5 роки з «Бірмінгем Сіті». 7 лютого Крейг дебютував у новій команді, змінивши на 68-й хвилині Кевіна Філліпса. А вже 13 березня Гарднер забив свій перший гол за клуб у матчі чемпіонату проти «Евертона». 
У наступному сезоні Гарднер став найкращим бомбардиром клубу з вісьмома голами в чемпіонаті, крім того переможний гол Гарднера в додатковий час проти «Вест Хем Юнайтед» допоміг «Бірмінгем Сіті» вийти у фінал Кубка англійської ліги, в якому «сині» здолали лондонських канонірів 2:1. Проте в чемпіонаті «Бірмінгем» в тому сезоні виступив надзвичайно невдало і вилетів з Прем'єр-ліги.
30 червня 2011 року приєднався до складу «Сандерленда» за суму близько 6 мільйонів фунтів стерлінгів. Наразі встиг відіграти за клуб з Сандерленда 68 матчів в національному чемпіонаті.

## Виступи за збірну
Протягом 2007–2009 років залучався до складу молодіжної збірної Англії, разом з якою став фіналістом чемпіонату Європи 2009 року в Швеції. На молодіжному рівні зіграв у 14 офіційних матчах, забив 2 голи.

## Титули і досягнення
- Володар Кубка Футбольної ліги (1):

«Бірмінгем Сіті»: 2010-11